# Copa Catalana de Korfbal
De Copa Catalana de Korfbal is de Catalaanse bekercompetitie voor korfbal, georganiseerd door de Federació Catalana de Korfbal sinds 1989. De competitie wordt gespeeld volgens een 'knock-outsysteem'. Teams die uitkomen in de hoogste klasse van het Catalaanse korfbal zijn automatisch geplaatst voor de knock-outfase. 

## Bekerwinnaars
In 1985 startte de Spaanse korfbalcompetitie. Vanaf 1989 werd het Bekertoernooi geïntroduceerd.
Zie hier een lijst van alle bekerwinnaars
| Jaar | Winnaar                                |
| ---- | -------------------------------------- |
| 2022 | Barcelona                              |
| 2021 | geen winnaar vanwege de coronapandemie |
| 2020 | Vallparadís                            |
| 2019 | Vallparadís                            |
| 2018 | Barcelona                              |
| 2017 | Vallparadís                            |
| 2016 | Vallparadís                            |
| 2015 | Vallparadís                            |
| 2014 | Vallparadís                            |
| 2013 | Vilanova                               |
| 2012 | Vilanova                               |
| 2011 | Vilanova                               |
| 2010 | Vilanova                               |
| 2009 | Vacarisses                             |
| 2008 | Vacarisses                             |
| 2007 | Vallparadís                            |
| 2006 | Vacarisses                             |
| 2005 | Vacarisses                             |
| 2004 | L'Autònoma                             |
| 2003 | L'Autònoma                             |
| 2002 | Maurina                                |
| 2001 | L'Autònoma                             |
| 2000 | L'Autònoma                             |
| 1999 | L'Autònoma                             |
| 1998 | Maurina                                |
| 1997 | St. Llorenç                            |
| 1996 | St. Llorenç                            |
| 1995 | St. Llorenç                            |
| 1994 | CK Egara '85                           |
| 1993 | CK Egara '85                           |
| 1992 | CK Egara '85                           |
| 1991 | CK Egara '85                           |
| 1990 | CK Egara '85                           |
| 1989 | CK Egara '85                           |